# 정숙한 세일즈
《정숙한 세일즈》는 2024년 10월 12일부터 2024년 11월 17일까지 방송된JTBC 토일 드라마다.

## 기획의도
'성(性)'이 금기시되던 그때 그 시절인 1992년 한 시골마을 성인용품 방문 판매에 뛰어든 '방판 씨스터즈' 4인방의 자립, 성장, 우정에 관한 이야기

## 제작진

### 제작사
- 하이지음스튜디오

### 극본
- 최보림 : MBC 일일 시트콤 《코끼리》 (공동 집필), tvN 금요 시트콤 《막돼먹은 영애씨 시즌4》 (공동 집필), tvN 금요 시트콤 《막돼먹은 영애씨 시즌5》 ... (공동 집필), tvN 금요 시트콤 《막돼먹은 영애씨 시즌6》 ... (공동 집필), tvN 금요 시트콤 tvN 《막돼먹은 영애씨 시즌8》 ... (공동 집필), tvN 목요 시트콤 《막돼먹은 영애씨 시즌11》 ... (공동 집필), tvN 목요 시트콤 《막돼먹은 영애씨 시즌12》 ... (공동 집필), tvN 목요 시트콤 《막돼먹은 영애씨 시즌13》 ... (공동 집필), tvN 월화 드라마 《혼술남녀》 ... (공동 집필), tvN 수목 드라마 《김비서가 왜 그럴까》 ... (공동 집필), tvN 수목 드라마 《진심이 닿다》 ... (공동 집필) 등 집필 )

### 연출
- 조웅 : ( KBS2 단막극 《KBS 드라마 스페셜 - 한 여름 밤의 꿈》(연출), KBS2 주말연속극 《아버지가 이상해》(프로듀서), KBS2 단막극 《KBS 드라마 스페셜 - 까까머리의 연애》(연출), KBS2 월화 미니시리즈 《우리가 만난 기적》(공동연출), KBS2 수목 미니시리즈 《저스티스》(공동연출), KBS2 수목 미니시리즈 《너에게 가는 속도 493KM》(연출) 등 연출 )

## 등장 인물

### 주요 인물
- 김소연 (아역: 윤채나) : 한정숙 역 - 금제 고추 아가씨 진 출신, 성수의 전부인. 민호의 어머니. 도현의 연인.
- 연우진 : 김도현 역 - 강력계 형사. 금희의 친아들. 정숙의 연인.
- 김성령 : 오금희 역 - 원봉의 아내. 도현의 친모.
- 김선영 : 서영복 역 - 종선의 아내
- 이세희 : 이주리 역 - 동우의 어머니. 대근의 연인.

### 정숙의 주변 인물
- 최재림 : 권성수 역 - 정숙의 전남편, 민호의 아버지. 복순의 전사위. 미화의 연인.
- 강애심 : 이복순 역 - 정숙의 어머니, 성수의 전장모. 민호의 외할머니.
- 최자운 : 권민호 역 - 성수와 정숙의 아들, 복순의 외손자.
- 전수지 : 엄서연 역 - 정숙과 미화의 고등학교 동창
- 홍지희 : 성미화 역 - 서연과 정숙의 고등학교 동창, 인태의 전부인. 성수의 연인.
- 심완준 : 박인태 역 - 미화의 전남편, 정숙과 성수의 국민학교, 중학교 동창.

### 금제 사람들
- 김원해 : 최원봉 역 - 금희의 남편, 약사.
- 임철수 : 박종선 역 - 영복의 남편
- 김정진 : 엄대근 역 - 원봉약국 알바, 서연의 남동생. 엄회장과 허영자의 아들. 주리의 연인.
- 정민준 : 장동우 역 - 주리의 아들, 민호의 단짝 친구.
- 정영주 : 허영자 역 - 돌려까기 유단자. 대근의 어머니.

### 금제 경찰서 식구들
- 서현철 : 서현식 역 - 금제경찰서 강력 1반 반장.
- 정순원 : 나성재 역 - 금제경찰서 형사 1반 형사
- 임성준 : 김 반장 역 - 금제경찰서 형사 1반 막내

### 그 외 인물
- 김선미

- 박지아

- 주인영 : 철물점 사장의 아내 역

- 손경원 : 철물점 사장 역

- 박옥출

- 미상 : 화장품 방문판매 사원 역

- 김정팔 : 엄 회장 역

- 미상 : 아기를 구해 성당에 맡긴 여성 역

- 미상 : 수녀 역

- 미상 : 방화범 역

- 심우성 : 경식 역. 6화에 등장. 정숙을 속이고 공격한다.

- 미상 : 경식 모 역

- 우현주 : 조순애 역 - 비디오 가게 주인. 아동 납치 및 불법 입양 사건의 주범.
- 장격수 : 이두석 역

### 특별 출연
- 라미란 : 김미란 역 (1회 / 12회)

## 시청률
최저 시청률과 최고 시청률은 시청률 조사회사와 지역별로 시청률에 차이가 있을 수 있습니다.
| 2024년 | 2024년    | 2024년         | 2024년       |
| 회차   | 방송일    | AGB 시청률     | AGB 시청률   |
| 회차   | 방송일    | 대한민국(전국) | 서울(수도권) |
| ------ | --------- | -------------- | ------------ |
| 제1회  | 10월 12일 | 3.862%         | 3.996%       |
| 제2회  | 10월 13일 | 4.544%         | 4.676%       |
| 제3회  | 10월 19일 | 4.632%         | 5.101%       |
| 제4회  | 10월 20일 | 5.924%         | 6.495%       |
| 제5회  | 10월 26일 | 5.070%         | 5.559%       |
| 제6회  | 10월 27일 | 6.035%         | 6.188%       |
| 제7회  | 11월 2일  | 4.834%         | 5.091%       |
| 제8회  | 11월 3일  | 5.576%         | 5.664%       |
| 제9회  | 11월 9일  | 4.393%         | 5.027%       |
| 제10회 | 11월 10일 | 5.950%         | 6.015%       |
| 제11회 | 11월 16일 | 5.725%         | 5.846%       |
| 제12회 | 11월 17일 | 8.580%         | 9.077%       |

## 기타
- JTBC 토일 드라마 전작인 〈가족X멜로〉 종영 바로 다음 주인 2024년 9월 21일이 아닌 3주 후인 10월 12일에 첫 방송된다. 이 3주 간의 공백기동안 새 예능 프로그램인 〈극한투어〉가 일요일에 편성되었다.[1]

## 수상 목록
- 2024년 제10회 에이판 스타 어워즈 남자 신인상 (김정진)

## 같이 보기
- 대한민국의 텔레비전 드라마 목록 (ㅈ)
- 2024년 대한민국의 텔레비전 드라마 목록